# Erich Glas

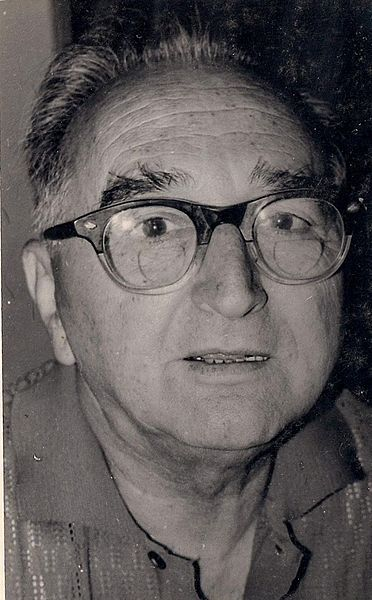
Erich Glas

Erich Glas (hebräisch עֵרִי גְּלַס Erī Glas; * 29. Juni 1897 in Berlin; † 23. Januar 1973 in Haifa), war ein deutsch-israelischer Graphiker, Maler, Illustrator, Fotograf und Kunstlehrer. Sein Leben war geprägt von Krisen und Umbrüchen, darunter seine Erfahrungen als dekorierter Soldat im 1. Weltkrieg, die Verfolgung durch die Nationalsozialisten und das Leben im Kibbuz in Israel. Sein breites Schaffen in verschiedenen Kunstrichtungen umfasst unter anderem Holzschnitte wie „In Flandern reit’t der Tod“, die Druckserie „Leilot“ und hunderte Fotografien und Kurzfilme, welche das Leben im Kibbuz dokumentieren. 

## Leben

### Kindheit und Familie.
Erich Glas war das einzige Kind einer Schauspielerin und Souffleuse. Als er sechs Jahre alt war, wurde sie bei einem Bühnenunfall so schwer verletzt, dass sie arbeitsunfähig wurde. Da er seinen Vater nie kennengelernt hatte, kümmerten sich nun Onkel und Tante, die berühmte Theaterpersönlichkeiten waren – Gustav Lindemann und Louise Dumont – um ihn und ermöglichten ihm die Schulbildung in einem Internat. Dort zeigte sich Glas technisch begabt. Seine Pläne, Ingenieur zu werden, wurden durch den Ausbruch des Ersten Weltkriegs unterbrochen.

### Beteiligung im Ersten Weltkrieg
Nach eigenen Angaben meldete sich Glas bei Kriegsbeginn 1914 freiwillig für den Wehrdienst, obwohl er noch nicht volljährig war. Er diente zunächst in einer Telegrapheneinheit in den Alpen. Später war er bei Kampfhandlungen an der Westfront beteiligt und erhielt für seinen Einsatz trotz Verwundung das Eiserne Kreuz 1. Klasse. Nach der Genesung ließ er sich von der Luftwaffe umschulen und war in den letzten Monaten des Krieges als Flugbeobachter im Einsatz. Bereits vor dem Kriegsende begann sich Glas für Philosophie und Kunst zu interessieren, auch da er eine Möglichkeit suchte, die Erlebnisse in den Schützengräben zu verarbeiten. Beim Besuch einer Militärbibliothek schloss er Freundschaft mit dem ehemaligen Offizier und dortigen Bibliothekar Karl Adler, der später als Kunstsammler und Förderer starken Einfluss auf Glas nahm. 

### Studium
Nach dem Krieg begann Glas Kunst an der Staatlichen Kunstgewerbeschule in München zu studieren. Dort lernte er andere Künstler kennen und schloss unter anderem Freundschaft mit Alfred Kubin und Max Liebermann. Ab 1919 studierte er bei Lyonel Feininger und Johannes Itten am Bauhaus Weimar in der Kupferdruckerei und trat 1920 der Künstlervereinigung „Das Junge Rheinland“ bei. In Weimar heiratete er Maria Langhans-Zacharias. 1923 wurde ihr Sohn Gotthard geboren, jedoch hielt die Ehe nur kurz. Anschließend zog Glas nach Berlin und studierte an der Staatlichen Kunstschule zu Berlin, unter anderem bei Philipp Franck. Nach seinem Studium unterrichtete er selbst an der Schule und arbeitete als Pressefotograf.
Obwohl Glas fokussierte er sich zunächst auf Druckgrafik, Radierung und Lithografie. Prägend für sein Werk war ein gewisser Wirklichkeitsanspruch: Während sich viele junge Künstler aus seinem Umfeld diversen Kunstströmungen wie dem Surrealismus anschlossen, vertrat Glas die Ansicht, dass Kunst die Realität darstellen solle. Daher wollte er sich mit seinen Objekten stets vertraut machen: Beispielsweise erhielt Glas für eine Serie von Porträts von Geisteskranken, die Erlaubnis sich zwei Wochen lang in psychiatrischen Klinik aufzuhalten, um die Patienten in ihrem Alltag genauestens zu beobachten. 

### Frühes Schaffen
Während seiner Zeit in Weimar begann Glas aufwendige Darstellungen zu bibliophilen Buchausgaben anzufertigen, darunter Gedichte von Li Bai, „Das Tosa Nikki“ von Ki no Tsurayuki und „Die Nachtigall“ von Hans Christian Andersen. Auch stellte er kraftvolle Holzschnitte her, beispielsweise zu Phaedrus’ „Aesopische Fabeln“: Basierend auf den antiken Sittengeschichten illustrierte Glas zwischen 1920 und 1921 acht Holzstiche, die in einer Auflage von 50 erschienen.
Ebenfalls in dieser Zeit entstand die Holzschnittserie „In Flandern reit’t der Tod“, wahrscheinlich inspiriert durch das gleichnamige Fahrtenlied, welches in der deutschen Form Elsa Laura von Wolzogen zugeschrieben wird und auf dem niederländischen „Vlaamse Dodendans“ beruht. Das Lied verbreitete sich nach dem Ersten Weltkrieg durch die Wandervogelbewegung und wurde in Deutschland äußerst populär. Das Werk von Glas zeigt marodierende Landsknechte und weist Parallelen zu den Gräueltaten deutscher Soldaten an der belgischen Zivilbevölkerung zu Kriegsbeginn auf. Ebenfalls dargestellt wird der Tod in Anlehnung an die apokalyptischen Reiter der Johannes-Offenbarung. Der Tod als Person ist ein wiederkehrendes Motiv bei Glas und findet sich beispielsweise auch in späteren Werken wie Leilot.

Glas hielt den Kontakt zu Karl Adler und war nach dem Krieg häufig zu Besuch bei ihm und seiner Frau Emilie in deren Haus in München. Diese Freundschaft war enorm einflussreich für sein künstlerisches Schaffen. Der ehemalige Offizier leitete mittlerweile eine große Bettfedernfabrik und betätigte sich nebenbei als Kunstsammler und Förderer. Neben Glas schloss er auch mit anderen aufstrebenden jungen Künstlern Freundschaft und vernetzte diese miteinander. So sagte Glas später über ihn: 
„Ich war Zeuge und Mitgeniesser seiner engen Verbindung zu vielen Malern und Sammlern. Ein grosser Teil seiner Sammlung basierte auf der persönlichen Freundschaft zu Künstlern, deren Werke bis heute Namen und Marktwert behalten haben.“
Bei den häufigen Aufenthalten in München bei der Familie Adler lernte Glas auch deren älteste Tochter Susanne kennen, die ebenfalls in Berlin studierte. Glas heiratete Susanne, mit der er drei Söhne hatte.
Während sich die politische Lage in Deutschland zunehmend verschärfte, sollen die Arbeiten von Glas zunehmend kritisch und satirisch geworden sein. Jedoch sind diese Werke nicht weiter dokumentiert.

### Emigration & Leben im Kibbuz
Als Jude verlor Glas nach der Machtergreifung 1933 seinen Lehrberuf. Er führte verschiedene Gelegenheitsberufe aus, beispielsweise als Bühnengestalter, freischaffender Fotograf, Illustrator und Karikaturist. Wohl auch weil seine Werke satirischer und politischer wurden, geriet Glas zunehmend ins Visier der Nationalsozialisten. Um einer Verhaftung zu entgehen, emigrierte er mit seiner Familie 1934 in das Mandatsgebiet Palästina, wo sie im Kibbuz Jagur unterkamen.
Das Leben im Kibbuz war eine enorme Umstellung für Glas und seine Familie. Sie waren an einen urbanen Lebensstil gewöhnt und verkehrten bisher in den künstlerischen Kreisen von Berlin, München und Weimar. Nun mussten sie sich an das landwirtschaftliche Leben einer Kommune, die größtenteils aus Zelten bestand, anpassen, hebräisch lernen und sich an eine andere Mentalität gewöhnen. Um weiter als Künstler tätig sein zu können, musste Glas sein Schaffen mit den Bedürfnissen des Kibbuz in Einklang bringen. Dabei konnte er auch seine Erfahrungen aus verschiedensten Berufen einbringen: Er betätigte sich als Tischler, lehrte an der örtlichen Schule, entwarf Bühnenbilder für Aufführungen und Festlichkeiten, dekorierte Kalender und Pamphlete. Er beteiligte sich sogar regelmäßig an den nächtlichen Sicherheitspatrouillen. Tatsächlich unterstützte er auch die zionistische Untergrundorganisation Hagana bei der Beschaffung von Informationen durch Luftaufnahmen, wobei er auf seine militärische Ausbildung und seine Fähigkeiten als Fotograf zurückgreifen konnte. Mit der Zeit gelang es Glas, sein künstlerisches Schaffen im Kibbuz fortzuführen und auch seine Fähigkeiten weiterzugeben, indem er wieder als Kunstlehrer arbeitete. 
Er wurde der Fotograf des Kibbuz und begann das dortige Leben zu dokumentieren. Die Bilder zeigen die Entwicklung des Kibbuz, die Feldarbeit, Feierlichkeiten und die umliegende Landschaft des Karmelgebirgszug. Er besuchte auch andere Kibbuzim und begleitete diese von der Gründung an mit der Kamera. Im Archiv des Kibbuz Jagur finden sich heute über 800 Schwarz-Weiß Fotografien von Glas, die in einem Zeitraum von mehr als 20 Jahren entstanden sind. Einen Kontrast zu den Fotografien bildeten seine farbigen Karikaturen, die wöchentlich im Speisesaal des Kibbuz ausgestellt wurden. Satirisch hob er in diesen die kritischen Aspekte des Alltags sowie des Lebens unter der britischen Kolonialherrschaft.

#### Leilot
Leilot – hebräisch für „Nächte“ – gehört zu den bedeutendsten Werken von Glas. Dabei handelt es sich um einen wortlosen Roman, der in 20 farblosen Lithografien erzählt wird. Darin wird ein Künstler vom Tod heimgesucht, der ihm Visionen von der Judenverfolgung in all ihren Ausmaßen durch die Nationalsozialisten zeigt. Neben der künstlerischen Qualität der Drucke, ist auch die Entstehungsgeschichte beachtlich: 1942 wurde Glas eines Abends mit schwerem Fieber in die Krankenstation des Kibbuz gebracht. Während er nächtelang gegen die Krankheit ankämpfte, halluzinierte er vom Holocaust, über den er Gerüchte gehört hatte. Nach seiner Genesung machte er sich umgehend ans Werk: Die Drucke erzählen von Pogromen, Demütigungen, Straflagern, Hinrichtungen und Mord, aber auch von der Hoffnung des Widerstands. Tatsächlich schuf Glas, der bereits in seiner Zeit als Soldat mit Leichen und Massensterben konfrontiert wurde, ein überaus präzises Bild von den Gräueltaten in Europa, die zu der Zeit nur als Gerüchte nach Palästina kamen. Damit stellt „Leilot“ eine der frühesten künstlerischen Verarbeitungen des Holocausts da.
Ungewöhnlicherweise erschien das Werk in einer Auflage von 200 mit engl. Titel „Through the Night“ (dt. „Durch die Nacht“) 1943 im fernen Südafrika. Der Kontakt zu dem Verlag New Era Press wurde durch die Schwester seiner Schwiegermutter Emilie Adler, die dorthin emigrierte, hergestellt. Unklar hingegen ist, wie Glas es schaffte, die Holzschnitte herzustellen und inmitten der Kriegsjahre nach Südafrika zu schicken. Belegt ist hingegen, dass Glas Schwierigkeiten hatte, einen Verleger in Israel (damals noch als „Palästina“ bezeichnet) zu finden, weil der Inhalt zu kontrovers war. Erst 1945 erschien Leilot in einer hebräischen Version beim Verlag des Kibbuz Verband Hakibbutz Hameuchad mit 8 zusätzlichen Drucken und einem Vorwort des Literaturkritikers, Zeitungsredakteur und späteren israelischen Politiker Dov Sadan. In den letzten Jahren erhielt Leilot erneute Aufmerksamkeit: So widmete der Kunstblogger Scott Ponemone Leilot einen Artikel. Weiterhin wurde Leilot Teil der Grafiksammlung „Graphic Witness: Five Wordless Graphic Novels“ von George Walker veröffentlicht. 2022 wurde Leilot unter dem Titel Dans La Nuit in Frankreich erneut veröffentlicht.

### Späte Jahre und Tod
Nach dem Tod seiner Frau Susanne, die nach langer Krankheit 1957 starb, begann Glas einen neuen Lebensabschnitt, indem er dem Kibbuz den Rücken kehrte und zog nach Akkon, eine alte Hafenstadt im Norden von Haifa. Dort heiratete er die ungarische Einwanderin Ziva Dioshka und zog mit ihr in die Altstadt. Seine Werke waren von nun an geprägt vom bunten Leben der Hafenstadt, zeigen ihre Architektur, mediterrane Ansichten und das Zusammenleben von Juden und Arabern. Nach dem Sechstagekrieg 1967 zogen sie nach Haifa, wo er weiter malte und 1973 im Alter von 76 Jahren starb.

### Weiteres
Sein Sohn Gotthard Glas war, unter seinem hebräischen Namen Uziel Gal, der Erfinder der israelischen Maschinenpistole Uzi. Von den Kindern aus seiner Ehe mit Susanne Adler erhielt Yoram 1984 den Rothschildpreis für Ingenieurwissenschaften. Die beiden weiteren Kinder Michael und Reuven dienten in der israelischen Armee. Reuven starb im Jom-Kippur-Krieg 1973. 

## Ausstellungen (Auswahl)

### Retrospektiven
- 2010: Uzi: Weaving the life and art of Erich Glas into a modern-age story, Tel Aviv Center for Contemporary Art
- 2018: 50 Jahre nach 50 Jahre Bauhaus 1968, Württembergischer Kunstverein Stuttgart
- 2019: The Redeeming Wrecks, ACC Galerie Weimar
- 2020: Glasklar, Drei Ringe Galerie Leipzig